# El Bosquet (País de Salt)
El Bosquet (en francès Le Bousquet) és un municipi francès situat al departament de l'Aude, a la comarca del País de Salt, a la regió d'Occitània.